# Ereunias grallator
Ereunias grallator is een straalvinnige vissensoort uit de familie van ereunen (Ereuniidae). De wetenschappelijke naam van de soort is voor het eerst geldig gepubliceerd in 1901 door Jordan & Snyder.